# Liste des églises de style brabançon
 (avril 2020).
Si vous disposez d'ouvrages ou d'articles de référence ou si vous connaissez des sites web de qualité traitant du thème abordé ici, merci de compléter l'article en donnant les références utiles à sa vérifiabilité et en les liant à la section « Notes et références ».
Liste d'églises de style gothique brabançon :

## Belgique
- Cathédrale Notre-Dame d'Anvers
- Cathédrale de Bois-le-Duc
- Cathédrale Saints-Michel-et-Gudule de Bruxelles
- Église Notre-Dame du Sablon de Bruxelles

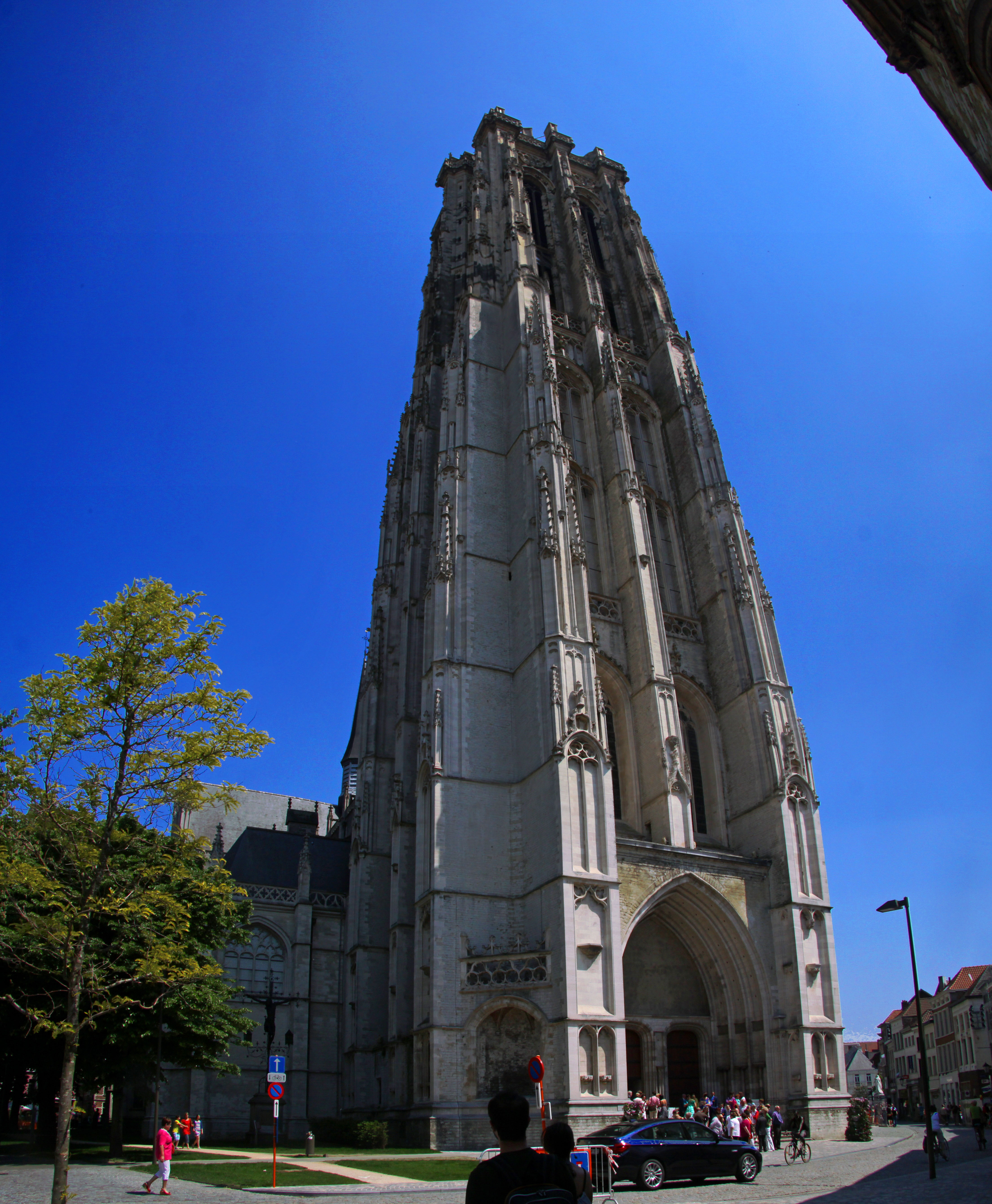
Cathédrale Saint-Rombaut de Malines
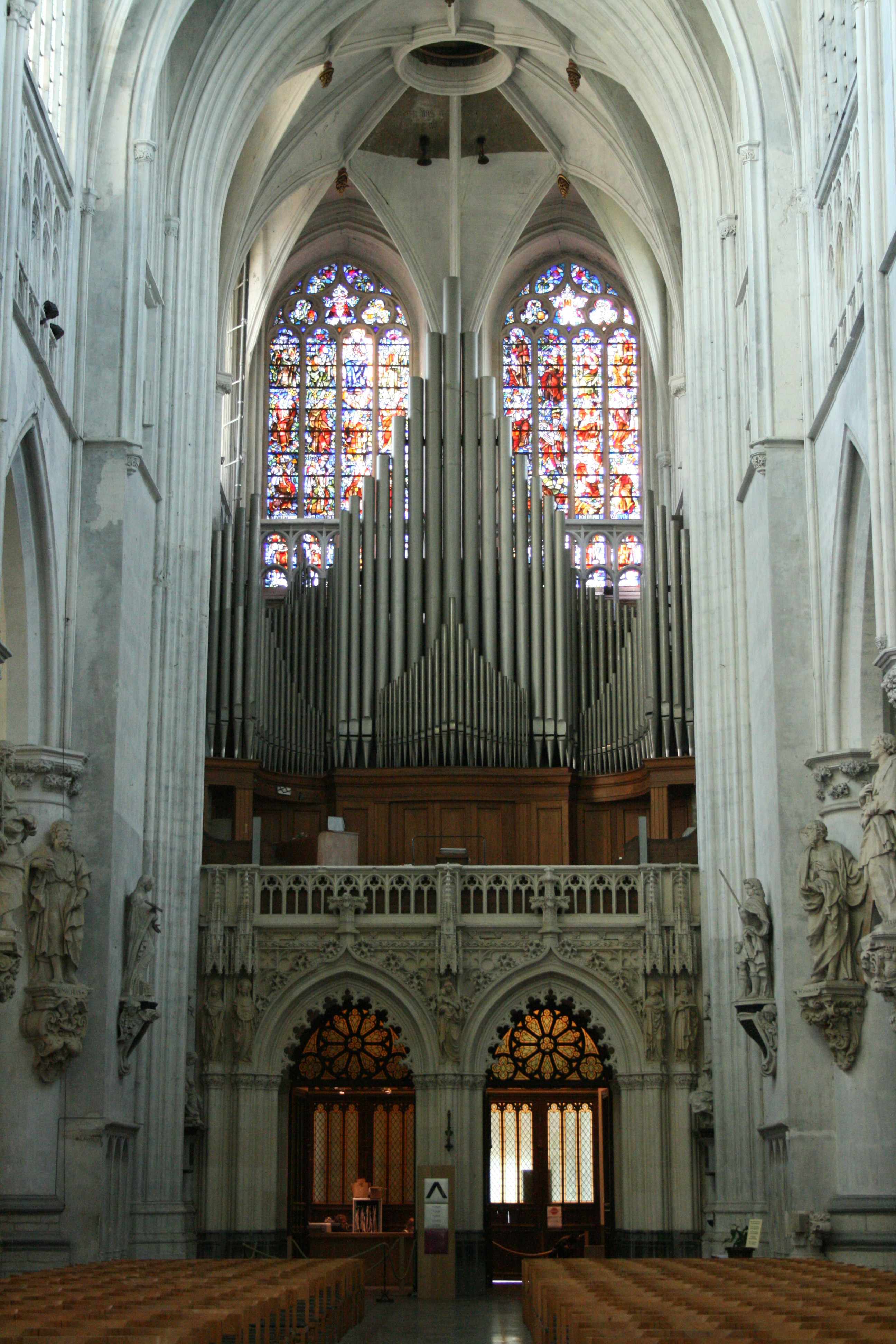
Église Saint-Michel de Gand
- Sint-Dimpnakerk de Geel
- Cathédrale Saint-Bavon de Gand
- Collégiale Saint-Pierre de Louvain
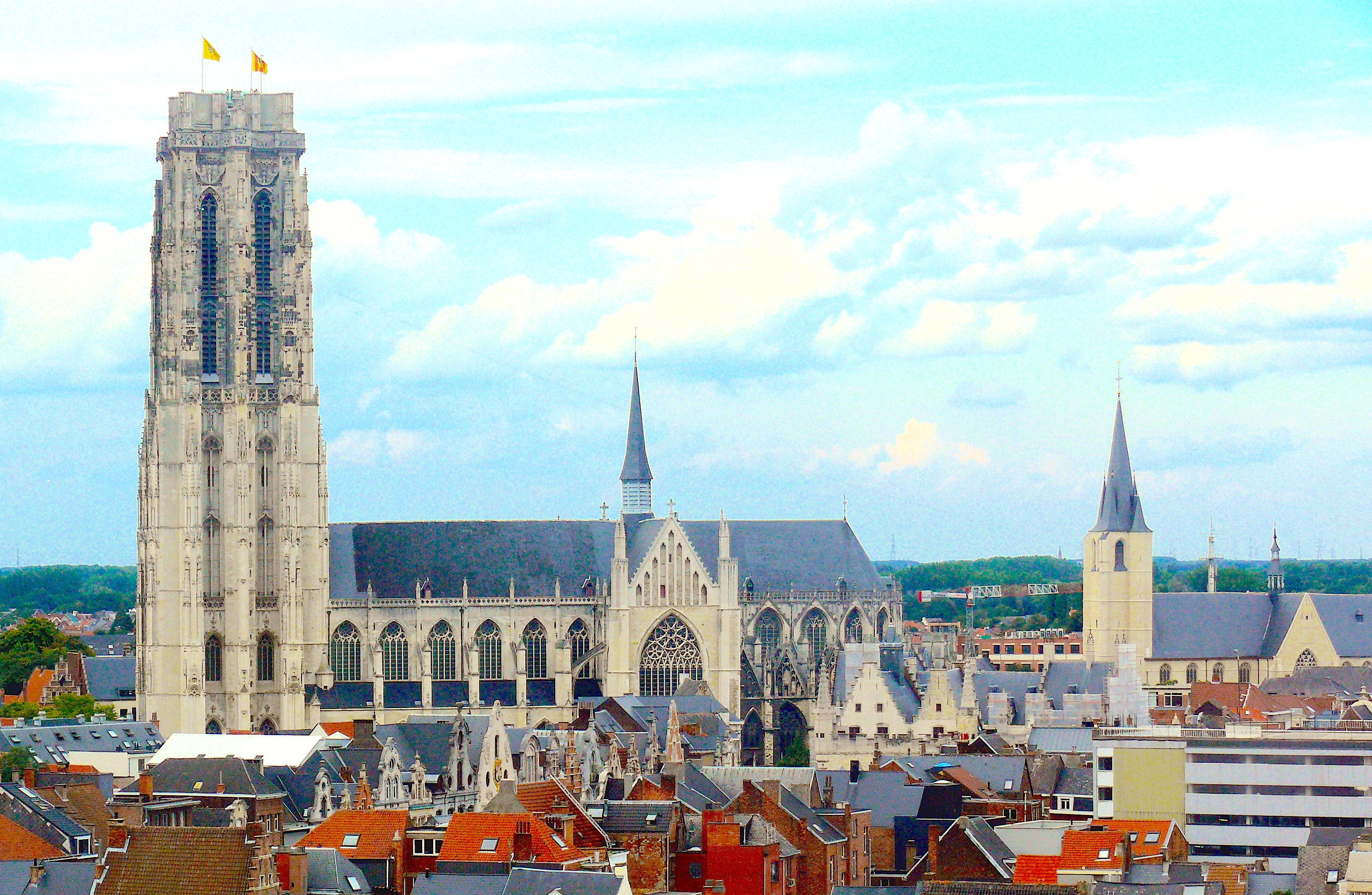
Collégiale Sainte-Waudru de Mons  - Tour inachevée de la cathédrale Saint-Rombault de Malines
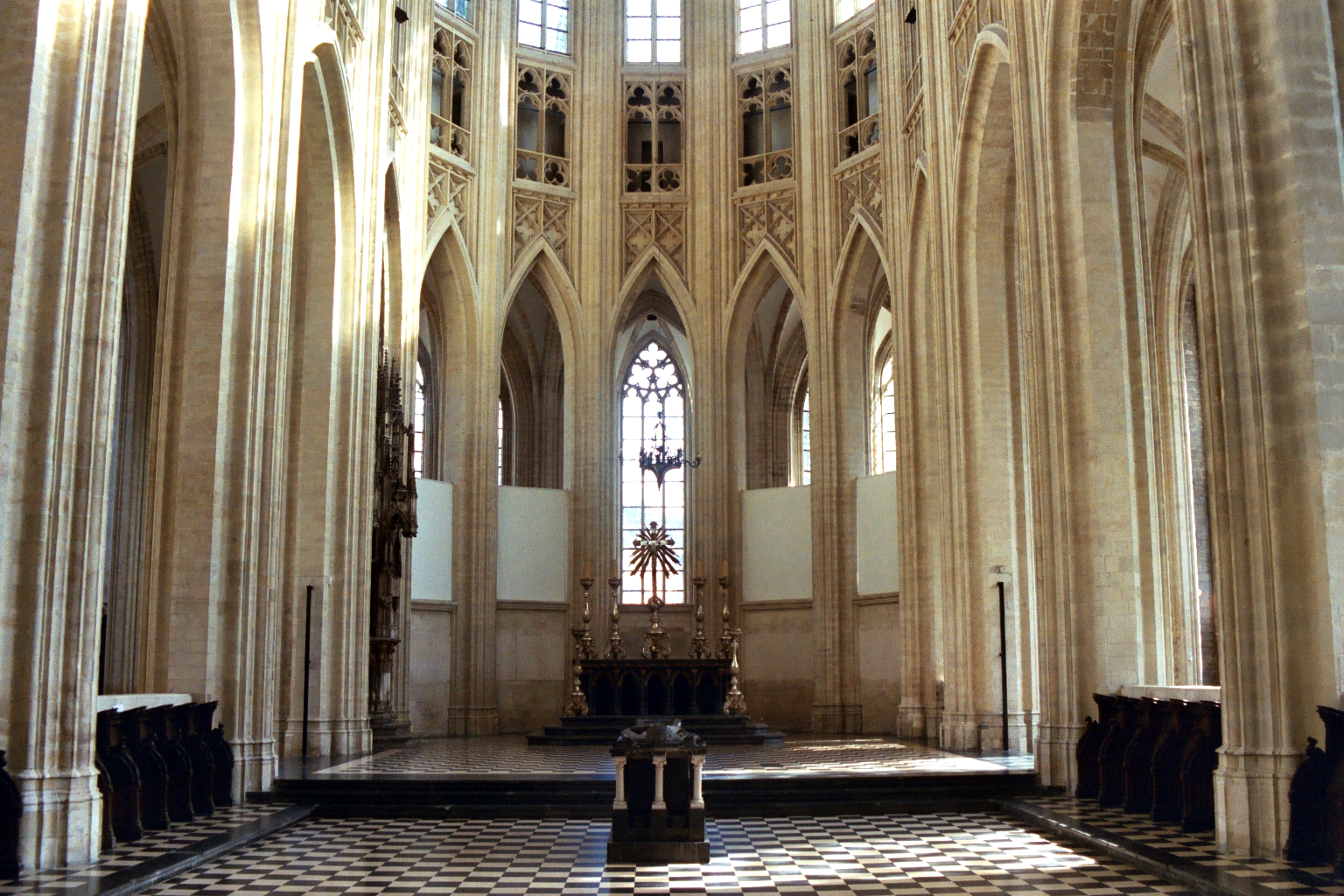
Chœur de la collégiale Notre-Dame de Louvain
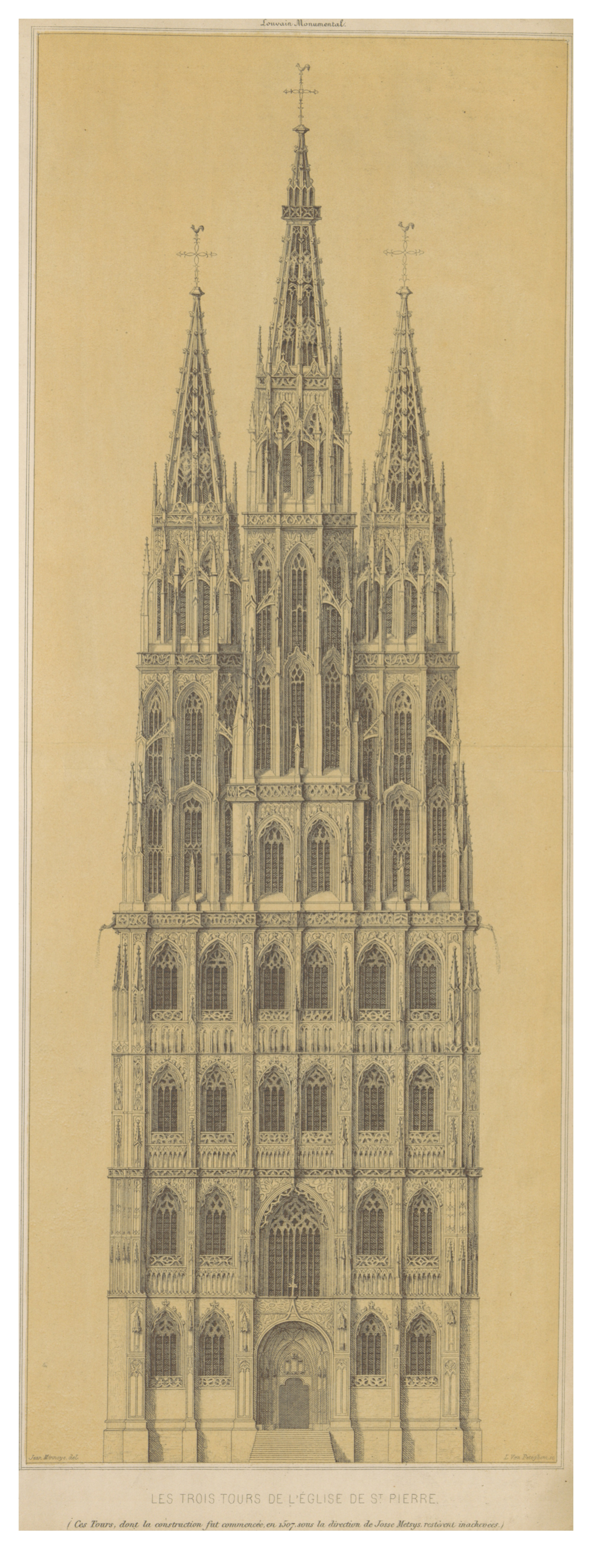
Projet des tours de la collégiale Saint-Pierre de Louvain
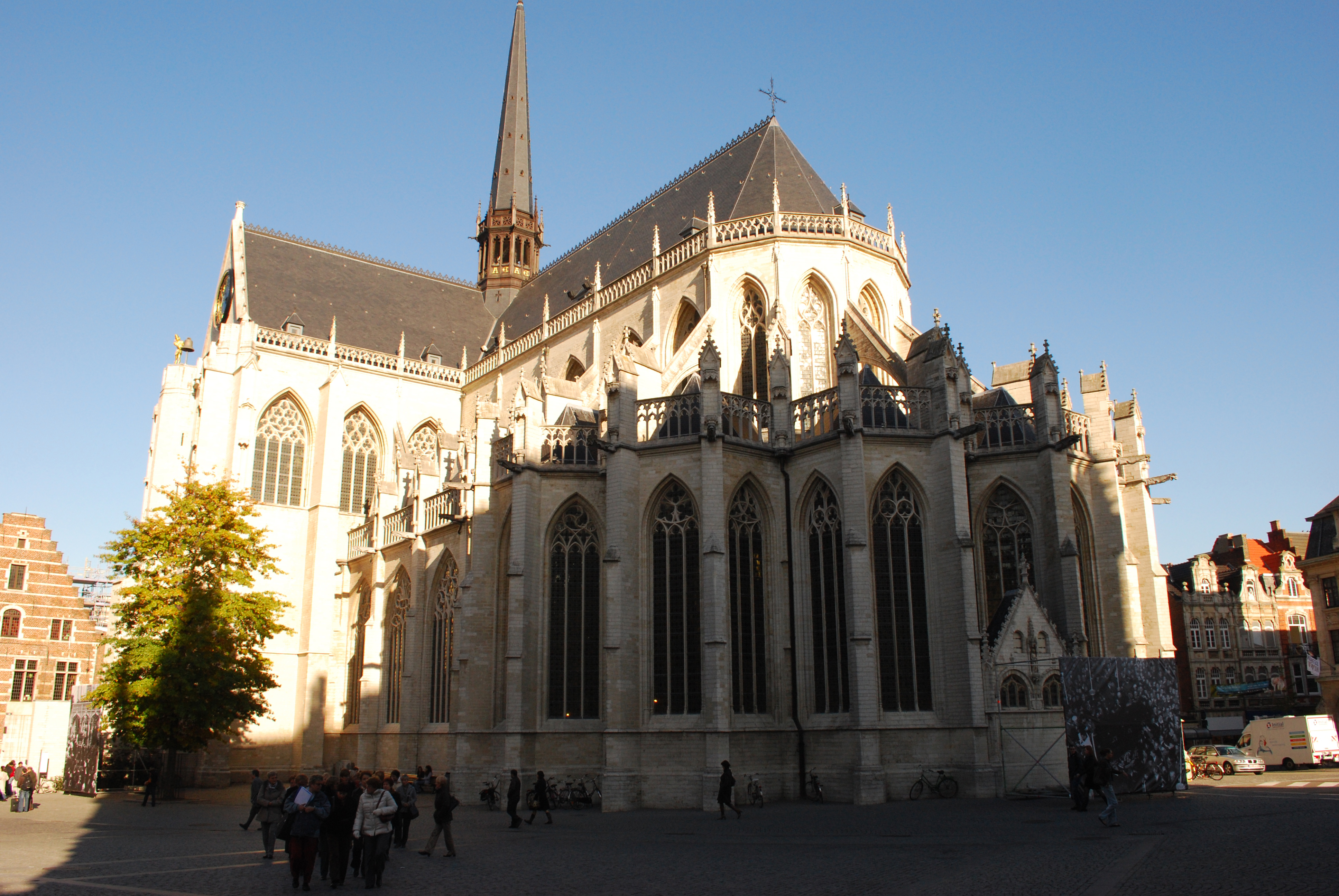
Chevet de Saint-Pierre de Louvain
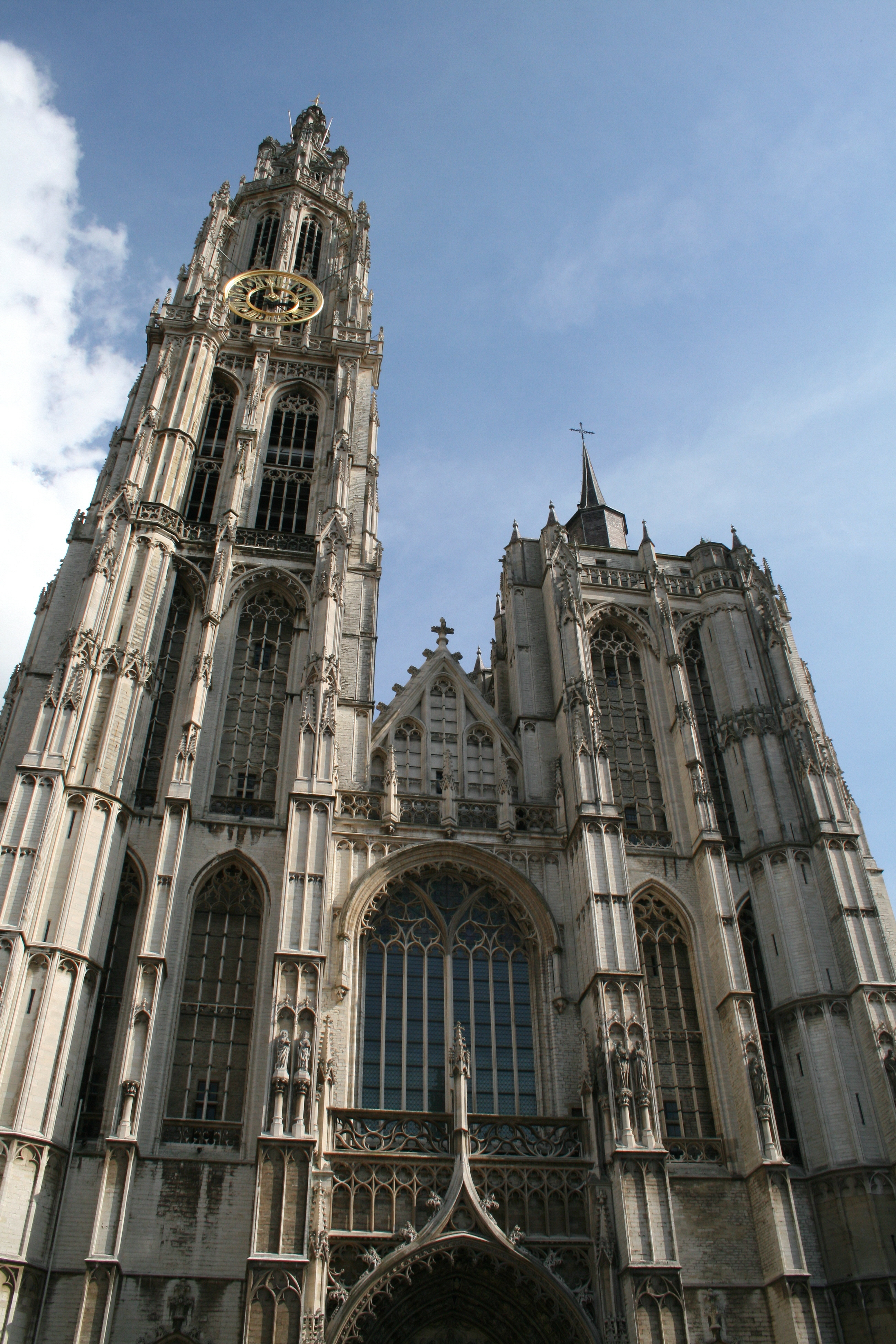
Cathédrale d'Anvers : la façade
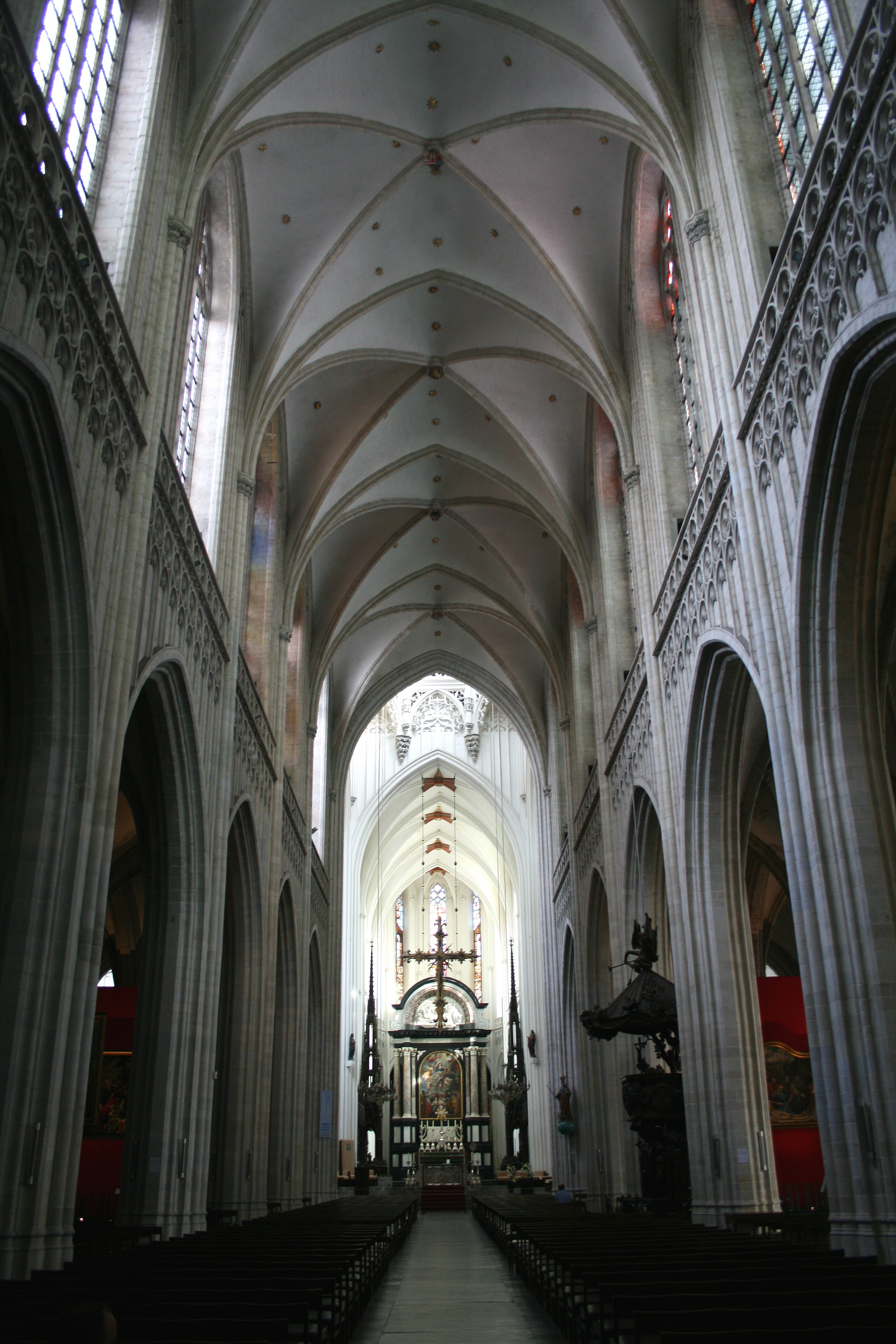
Nef centrale de la cathédrale Notre-Dame d'Anvers
  - Orgue de Saint-Rombault
  - Vue d'ensemble de Saint-Rombault de Malines
  - Chœur de la collégiale Notre-Dame de Louvain
  - Projet des tours de la collégiale Saint-Pierre de Louvain 
  - Chevet de Saint-Pierre de Louvain
  - Cathédrale d'Anvers : la façade
  - Nef centrale  de la cathédrale Notre-Dame d'Anvers

## Pays-Bas

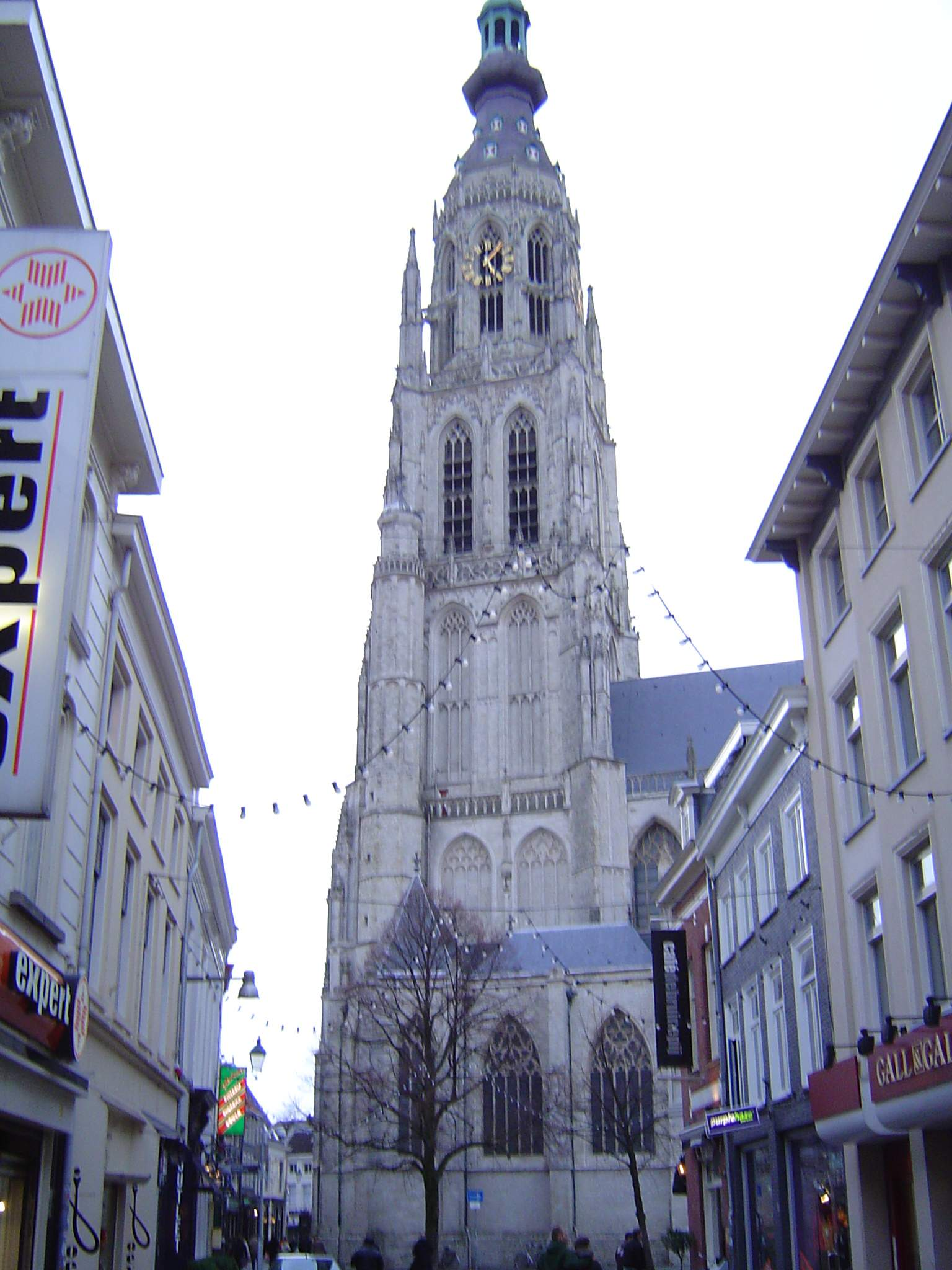
Église Notre-Dame de Bréda
- Église Saint-Bavon de Haarlem.
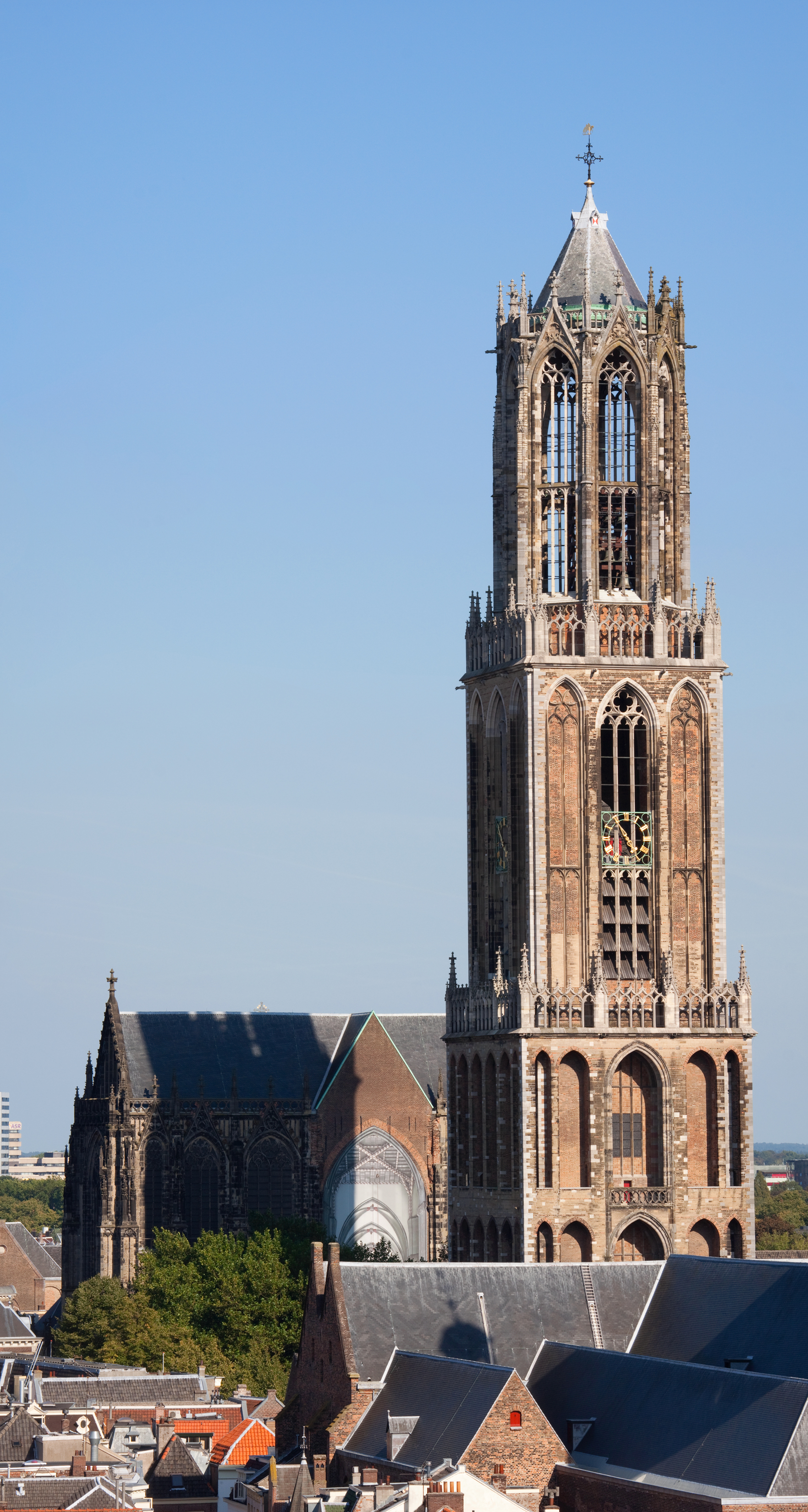
Cathédrale Saint-Martin d'Utrecht
- Tour de Saint-Liévin de Zierkzee
- Église Notre-Dame de Dordecht
- Basilique Saint-Willibrord de Hulst
- Grande église Saint-Laurent de Alkmaar  - La flèche de l'église Notre-Dame de Bréda 
  - La cathédrale Saint-Martin d'Utrecht